# Station Sława Śląska
Station Sława Śląska is een spoorwegstation in de Poolse plaats Sława.